# Scott catalogue
Pour les articles homonymes, voir Scott.
Le Scott catalogue est un catalogue de timbres et de cotations édité par la société Scott Publishing (filiale d'Amos Press). Il référence l'ensemble des timbres-poste émis dans le monde. Son système de numérotation est la principale référence pour les collectionneurs aux États-Unis.

## Naissance et généralités

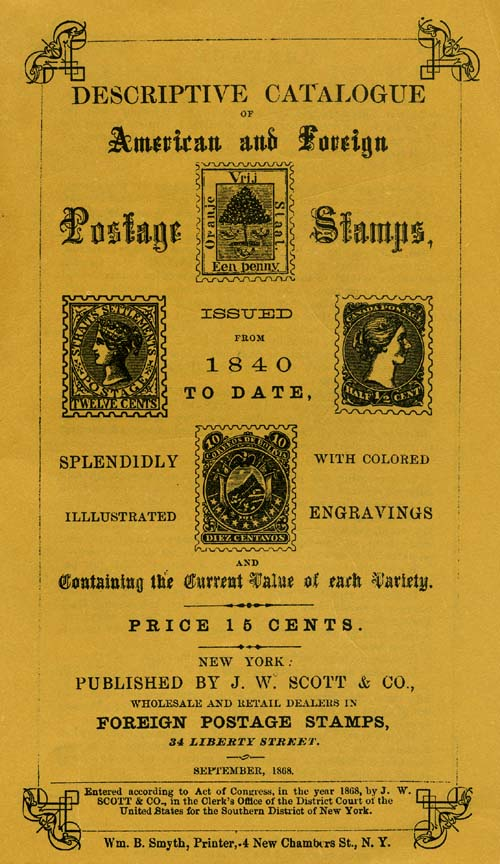
Couverture du premier catalogue de 1868

Le premier catalogue de 21 pages a été publié en septembre 1868 par John Walter Scott sous le titre Descriptive Catalogue of American and Foreign Postage Stamps, Issued from 1840 to Date, Splendidly Illustrated with Colored Engravings and Containing the Current Value of Each Variety (catalogue descriptif des timbres-poste américain et étrangers, émis de 1840 à aujourd'hui, magnifiquement illustré par des gravures colorées et contenant la valeur actuelle de chaque variété). Scott était un marchand de timbres de New York. À l'intérieur, il était néanmoins précisé qu'« il est simplement impossible à quiconque d'avoir toujours tous les timbres » en stock.
Au cours des années suivantes, la compagnie Scott abandonna la vente de timbres pour conserver la publication du catalogue. Les informations furent accrues : cotes accompagnées d'une analyse du marché, ventes du timbre. En 2002, malgré des changements réguliers pour gagner de la place, le catalogue comptait plus de 5 000 pages.

À noter que ce catalogue n'a jamais cessé de référencer les timbres fiscaux mobiles des États-Unis et de leurs dépendances.
La compagnie a mis un copyright sur son système de numérotation et attaque régulièrement en justice ceux qui l'utilisent autrement que sur une liste de prix de vente. En France, l'éditeur Yvert et Tellier a également fait reconnaître son droit d'auteur sur sa numérotation, contre l'éditeur Dallay.

## Politique d'édition
Principal catalogue vendu aux États-Unis, il a une grande influence sur la définition d'un timbre-poste valide. Dans les années 1960, ses éditeurs ont refusé de lister les timbres des administrations postales des Émirats arabes unis (dont le système postal n'était pas encore unifié), car ces nombreuses émissions n'ont presque jamais été vendues dans les bureaux de poste locaux.
Cette politique va jusqu'à refuser de lister ou de les lister sans cotes les timbres émis par des pays subissant un embargo du gouvernement des États-Unis. Pour Scott, les citoyens américains ne pouvant se les procurer légalement, il n'est pas jugé utile de les décrire. Le plus souvent, dans ces cas-là, les collectionneurs se tournent vers l'éditeur allemand concurrent Michel.
Mais cette politique suit celle du gouvernement américain : les timbres du Viêt Nam du Nord communiste sont réapparus dans le catalogue à la même époque que les premières relations diplomatiques entre le Viêt Nam et les États-Unis.